# Giulia Angelina
Giulia Angelina (Grignasco, 26 febbraio 1997) è una pallavolista italiana, schiacciatrice del BKS.

## Carriera

### Club
La carriera di Giulia Angelina inizia nella stagione 2012-13 quando entra a far parte del Busto Arsizio, giocando nella Serie B1: in diverse occasioni viene convocata in prima squadra, sia durante la Champions League 2013-14, sia durante il campionato 2014-15, in Serie A1; entra ufficialmente in prima squadra a partire dall'annata 2015-16.
Nella stagione 2016-17 viene ingaggiata dalla Hermaea di Olbia, in Serie A2, stessa categoria dove milita anche nell'annata successiva con il Chieri '76: con la società piemontese ottiene la promozione in massima serie, dove milita con lo stesso club nella stagione 2018-19.
Per l'annata 2019-20 veste la maglia del Filottrano, in Serie A1, mentre in quella seguente si trasferisce alla Millenium Brescia, sempre in massima serie. Per il campionato 2021-22 si accasa alla Futura Giovani, in Serie A2, categoria in cui milita anche nella stagione seguente quando si accorda con il Montecchio Maggiore. Ritorna nella massima divisione italiana nella stagione 2023-24 grazie all'ingaggio da parte della neopromossa Trentino.
Nell'annata 2024-25 si trasferisce per la prima volta all'estero, nella Liga Siatkówki Kobiet polacca, al BKS, con cui si aggiudica la Supercoppa polacca, venendo premiata anche come MVP.

### Nazionale
Fa parte delle nazionali giovanili italiane e con quella under 18 si aggiudica la medaglia d'argento al campionato europeo 2013.
Nel 2019 viene convocata per la prima volta nella nazionale maggiore, con cui, nello stesso anno, vince la medaglia d'argento alla XXX Universiade.

## Palmarès

### Club
- Supercoppa polacca: 1

2024

### Nazionale (competizioni minori)
- Campionato europeo under 18 2013
- Universiade 2019

### Premi individuali
- 2024 - Supercoppa polacca: MVP